# Пол ван Букел
Пол ван Букел (нід. Pol van Boekel; нар. 19 вересня 1975 року, Верлінгсбеек, Нідерланди) — нідерландський футбольний арбітр. Належить до категорії ФІФА з 2008. Колишній футболіст.

## Кар'єра

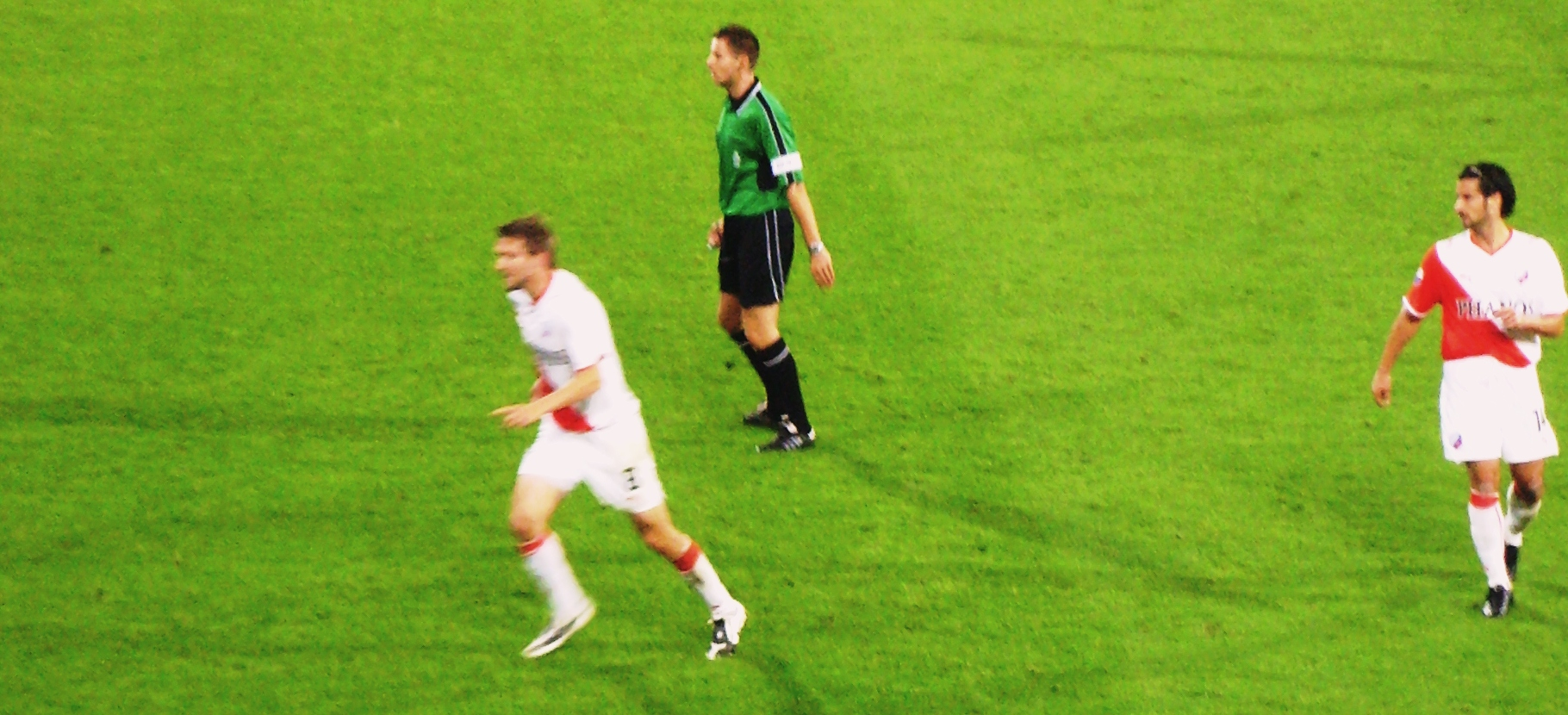
Пол ван Букел під час матчу.

Пол ван Букел колишній футболіст, виступав на позиції захисника в клубі ВВВ-Венло, за який відіграв шість сезонів (128 матчів, забив 8 голів).
З 2004 року судить матчі нижчих ліг чемпіонату Нідерландів. З 2005 обслуговує матчі Ередивізі. Як головний арбітр матчу відсудив два фінали Кубка Нідерландів:
- 30 липня 2011 Аякс (Амстердам) — Твенте 1:2
- 8 квітня 2012 ПСВ Ейндговен — «Гераклес» (Алмело) 3:0

З 2009 обслуговує матчі Ліги чемпіонів УЄФА та Ліги Європи УЄФА, а також матчі між національними збірними. Також залучається як четвертий арбітр в офіційних матчах.

## Матчі національних збірних
| Дата              | Збірні                        | Рахунок | Турнір           | ЖК | YK · YK · RK | RK |
| ----------------- | ----------------------------- | ------- | ---------------- | -- | ------------ | -- |
| 14 листопада 2009 | Люксембург – Ісландія         | 1 - 1   | Товариський матч | 0  | 0            | 0  |
| 3 березня 2010    | Словенія – Катар              | 4 - 1   | Товариський матч | 1  | 0            | 0  |
| 16 листопада 2010 | Шотландія – Фарерські острови | 3 - 0   | Товариський матч | 0  | 0            | 0  |
| 6 вересня 2011    | Мальта – Грузія               | 1 - 1   | Кваліфікація ЧЄ  | 3  | 0            | 0  |
| 7 вересня 2012    | Молдова – Англія              | 0 - 5   | Кваліфікація ЧС  | 2  | 0            | 0  |
| 3 червня 2014     | Чехія – Австрія               | 1 - 2   | Товариський матч | 0  | 0            | 0  |
| 9 жовтня 2014     | Білорусь – Україна            | 0 - 2   | Кваліфікація ЧЄ  | 3  | 0            | 0  |
| 12 жовтня 2015    | Естонія – Швейцарія           | 0 – 1   | Кваліфікація ЧЄ  | 1  | 0            | 0  |